# Cophura zandra
Cophura zandra là một loài ruồi trong họ Asilidae. Cophura zandra được Pritchard miêu tả năm 1943. Loài này phân bố ở vùng Tân nhiệt đới.